# 栃の山博士
栃の山 博士（とちのやま ひろし、1973年2月24日 - ）は、東京都立川市出身で、千賀ノ浦部屋（入門時は春日野部屋）の元大相撲力士で、現世話人。本名は山田 博士（やまだ ひろし）。身長175cm、体重130kg、血液型はO型。得意技は押し。最高位は西幕下2枚目（2001年9月場所）。

## 経歴・戦績
関東第一高等学校相撲部（現在は廃部）出身ではあるものの、高校時代の実績はほとんどない。拓殖大学進学後は相撲部へ入部してレギュラーメンバーとして大活躍。大学相撲部の1年後輩に栃乃洋がいる。
大学卒業を間近に控えた1995年1月場所、大学の先輩である千賀ノ浦親方（元関脇・舛田山）を頼って春日野部屋に入門し、初土俵を踏む。初土俵時の四股名は「栃ノ山」。初めて番付に名前が載った翌3月場所は、序ノ口で6連勝としていたが、13日目の7番相撲、勝てば優勝の一番で志賀（のち大関・栃東）に敗れて序ノ口優勝はならなかった。序二段に昇進した翌5月場所でも6連勝としたが、13日目の7番相撲で再び志賀と対戦し、敗れて序二段優勝はならなかった。その後も6勝1敗の成績が続いていたが、幕下に昇進した1996年1月場所は1勝6敗の大敗を喫し、三段目に陥落してしまった。
1996年5月場所で7戦全勝の三段目優勝をすると、翌場所で幕下に復帰。同年11月場所で関取昇進の可能性があると言われる幕下15枚目以内の番付に初昇格するも、以降は幕下で一進一退が続き、1998年9月場所では再度三段目に陥落。同場所では7戦全勝で実力の差を見せたが、古市に敗れて2度目の三段目優勝はならなかった。翌11月場所からは幕下に完全定着し、西幕下2枚目で迎えた2001年9月場所は3勝3敗で迎えた12日目の7番相撲で十両の濱ノ嶋と対戦が組まれ、大銀杏を結って、勝ち越しと関取昇進の可能性を懸けて土俵に上がるも突き倒しで敗れた。この取り組みを含め、十両在位力士との対戦を延べ5回経験し、2勝3敗であった。
2002年1月場所から「栃之山」に、2004年1月場所から「栃の山」に、それぞれ改名し、2004年9月27日に千賀ノ浦親方が千賀ノ浦部屋を創設すると、それに伴って部屋を移籍。以降も幕下中位～三段目上位で若手力士と互角の勝負を演じていたが、2013年5月場所を前に嵐望と共に日本相撲協会に世話人として採用されたことを機に40歳で現役を引退。2016年には入籍し、同年6月6日に東京ガーデンパレスにて挙式及び披露宴が執り行われた。

## 主な成績
- 通算成績：391勝364敗2休（109場所）
- 各段優勝：三段目優勝1回（1996年5月場所）

| | 一月場所 初場所（東京） | 三月場所 春場所（大阪） | 五月場所 夏場所（東京）   | 七月場所 名古屋場所（愛知） | 九月場所 秋場所（東京） | 十一月場所 九州場所（福岡） |
| --- | ----------------------- | ----------------------- | ------------------------- | --------------------------- | ----------------------- | --------------------------- |
| 1995年 （平成7年） | （前相撲）              | 東序ノ口45枚目 6–1      | 東序二段115枚目 6–1       | 東序二段39枚目 6–1          | 東三段目80枚目 6–1      | 西三段目27枚目 6–1          |
| 1996年 （平成8年） | 東幕下50枚目 1–6        | 東三段目22枚目 3–4      | 三段目40枚目 優勝 7–0     | 東幕下26枚目 5–2            | 東幕下16枚目 4–3        | 西幕下10枚目 2–5            |
| 1997年 （平成9年） | 西幕下25枚目 3–4        | 西幕下34枚目 5–2        | 東幕下20枚目 3–4          | 東幕下29枚目 4–3            | 東幕下22枚目 4–3        | 西幕下16枚目 1–6            |
| 1998年 （平成10年） | 西幕下39枚目 5–2        | 西幕下23枚目 3–4        | 西幕下30枚目 3–4          | 東幕下39枚目 1–6            | 東三段目5枚目 7–0       | 東幕下9枚目 4–3             |
| 1999年 （平成11年） | 東幕下5枚目 2–5         | 西幕下15枚目 4–3        | 西幕下10枚目 2–5          | 東幕下24枚目 2–5            | 東幕下38枚目 3–4        | 東幕下46枚目 4–3            |
| 2000年 （平成12年） | 西幕下37枚目 4–3        | 東幕下28枚目 5–2        | 東幕下15枚目 3–4          | 西幕下23枚目 5–2            | 西幕下12枚目 4–3        | 西幕下8枚目 2–5             |
| 2001年 （平成13年） | 東幕下21枚目 6–1        | 西幕下6枚目 2–5         | 東幕下17枚目 5–2          | 西幕下12枚目 6–1            | 西幕下2枚目 3–4         | 西幕下6枚目 4–3             |
| 2002年 （平成14年） | 西幕下4枚目 3–4         | 西幕下8枚目 4–3         | 東幕下5枚目 2–6           | 西幕下16枚目 4–3            | 東幕下12枚目 3–4        | 西幕下18枚目 3–4            |
| 2003年 （平成15年） | 東幕下26枚目 5–2        | 西幕下12枚目 3–4        | 東幕下18枚目 1–6          | 西幕下28枚目 3–4            | 東幕下51枚目 2–5        | 東三段目13枚目 5–2          |
| 2004年 （平成16年） | 東幕下44枚目 4–3        | 西幕下34枚目 5–2        | 西幕下22枚目 4–3          | 東幕下18枚目 3–4            | 東幕下23枚目 3–4        | 東幕下28枚目 3–4            |
| 2005年 （平成17年） | 東幕下35枚目 2–5        | 東幕下57枚目 5–2        | 東幕下42枚目 3–4          | 西幕下49枚目 3–4            | 西三段目6枚目 4–3       | 東幕下56枚目 4–3            |
| 2006年 （平成18年） | 西幕下46枚目 3–4        | 東幕下56枚目 5–2        | 東幕下37枚目 5–2          | 西幕下23枚目 3–4            | 西幕下32枚目 4–3        | 西幕下25枚目 6–1            |
| 2007年 （平成19年） | 西幕下7枚目 4–3         | 東幕下5枚目 3–4         | 東幕下9枚目 3–4           | 西幕下14枚目 1–4–2          | 西幕下38枚目 4–3        | 東幕下30枚目 4–3            |
| 2008年 （平成20年） | 東幕下22枚目 1–6        | 東幕下47枚目 2–5        | 西三段目7枚目 5–2         | 東幕下47枚目 5–2            | 東幕下32枚目 3–4        | 東幕下41枚目 3–4            |
| 2009年 （平成21年） | 西幕下49枚目 5–2        | 西幕下33枚目 4–3        | 西幕下26枚目 3–4          | 西幕下35枚目 3–4            | 西幕下42枚目 2–5        | 西幕下60枚目 2–5            |
| 2010年 （平成22年） | 東三段目24枚目 5–2      | 東幕下59枚目 3–4        | 西三段目11枚目 2–5        | 東三段目38枚目 5–2          | 東三段目11枚目 4–3      | 東幕下60枚目 4–3            |
| 2011年 （平成23年） | 西幕下52枚目 3–4        | 八百長問題 により中止   | 東三段目2枚目 4–3         | 西幕下42枚目 4–3            | 西幕下32枚目 2–5        | 西幕下46枚目 5–2            |
| 2012年 （平成24年） | 西幕下35枚目 3–4        | 西幕下41枚目 2–5        | 西三段目4枚目 3–4         | 西三段目15枚目 4–3          | 西三段目4枚目 3–4       | 西三段目20枚目 4–3          |
| 2013年 （平成25年） | 西三段目8枚目 2–5       | 東三段目33枚目 4–3      | 東三段目20枚目 引退 0–0–0 | x                           | x                       | x                           |
| 各欄の数字は、「勝ち-負け-休場」を示す。 優勝 引退 休場 十両 幕下 三賞：敢=敢闘賞、殊=殊勲賞、技=技能賞 その他：★=金星 番付階級：幕内 - 十両 - 幕下 - 三段目 - 序二段 - 序ノ口 幕内序列：横綱 - 大関 - 関脇 - 小結 - 前頭（「#数字」は各位内の序列） |                         |                         |                           |                             |                         |                             |

## 改名歴
- 栃ノ山 拓（とちのやま ひろし）1995年1月場所 - 2001年11月場所
- 栃之山 拓（とちのやま ひろし）2002年1月場所 - 2003年11月場所
- 栃の山 博士（とちのやま ひろし）2004年1月場所 - 2013年5月場所